# Lista de vilas no Canadá
Esta é uma lista de vilas no Canadá. Apenas municípios legalmente constituídos como cidades estão listadas aqui. População (2011)

## Alberta
| - Athabasca - Banff - Barrhead - Bashaw - Bassano - Beaumont - Beaverlodge - Bentley - Black Diamond - Blackfalds - Bon Accord - Bonnyville - Bow Island - Bowden - Bruderheim - Calmar - Canmore - Cardston - Carstairs - Castor - Chestermere - Claresholm - Coaldale - Coalhurst - Cochrane - Coronation - Crossfield - Crowsnest Pass - Daysland - Devon - Didsbury - Drayton Valley - Drumheller - Eckville - Edson - Elk Point - Fairview | - Falher - Fort Macleod - Fox Creek - Gibbons - Grande Cache - Granum - Grimshaw - Hanna - Hardisty - High Level - High Prairie - High River - Hinton - Innisfail - Irricana - Killam - Lac La Biche - Lacombe - Lamont - Legal - Magrath - Manning - Mayerthorpe - McLennan - Milk River - Millet - Morinville - Mundare - Nanton - Okotoks - Olds - Onoway - Oyen - Peace River - Penhold - Picture Butte - Pincher Creek | - Ponoka - Provost - Rainbow Lake - Raymond - Redcliff - Redwater - Rimbey - Rocky Mountain House - Sedgewick - Sexsmith - Slave Lake - Smoky Lake - Spirit River - St. Paul - Stavely - Stettler - Stony Plain - Strathmore - Sundre - Swan Hills - Sylvan Lake - Taber - Three Hills - Tofield - Trochu - Turner Valley - Two Hills - Valleyview - Vauxhall - Vegreville - Vermilion - Viking - Vulcan - Wainwright - Wembley - Westlock - Whitecourt |

## Columbia Britânica
- Comox
- Creston
- Fort Nelson
- Gibsons
- Golden
- Ladysmith
- Lake Cowichan
- Oliver
- Osoyoos
- Port McNeill
- Princeton
- Qualicum Beach
- Sidney
- Smithers
- View Royal

## Yukon
- Dawson Cidade
- Faro
- Lago Watson